# Buckcherry (album)
Buckcherry è il primo album dell'omonimo gruppo musicale pubblicato il 6 aprile 1999.

## Tracce
1. Lit Up – 3:38
2. Crushed – 3:43
3. Dead Again – 4:35
4. Check Your Head – 3:25
5. Dirty Mind – 5:02
6. For the Movies – 4:36
7. Lawless and Lulu – 4:10
8. Related – 3:31
9. Borderline – 4:28
10. Get Back – 3:08
11. Baby – 4:27
12. Drink the Water – 4:17

## Formazione
- Josh Todd - voce
- Keith Nelson - chitarra solista, cori
- Jonathan Brightman – basso, cori
- Devon Glenn – batteria, percussioni